# 太陽船博物館

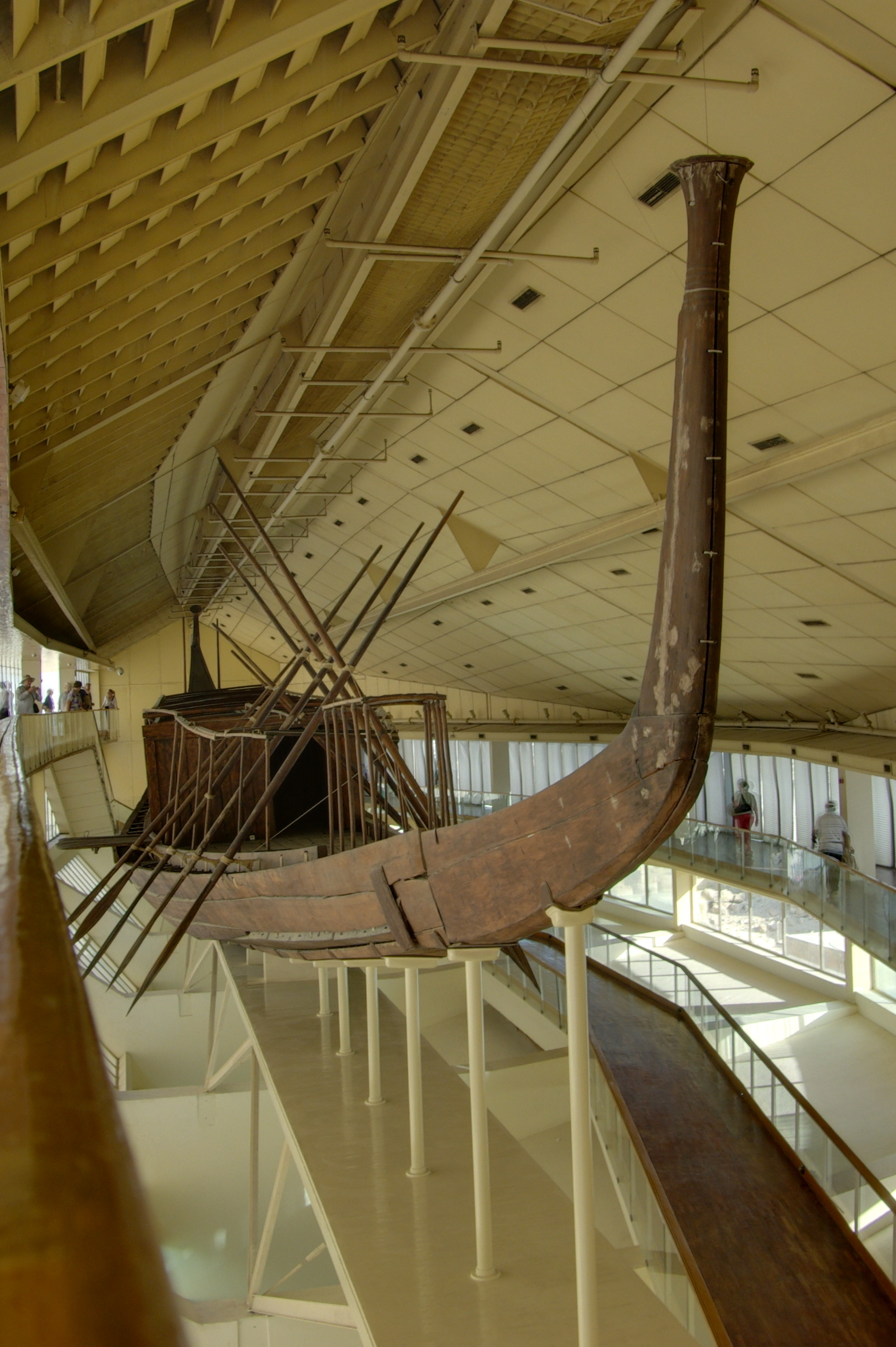
古埃及胡夫太陽船的複製品

太陽船博物館位於埃及開羅附近的吉薩金字塔群中胡夫金字塔旁。

## 历史
於1985年左右建成，主要展示古埃及太陽船複製品，而根據推定原太陽船是建造於公元前2500年左右，相當於古王國時期埃及第四王朝的胡夫法老王時代。不過該太陽船於2021年8月7日搬遷至大埃及博物館。